# 新蝠蛾属
新蝠蛾属（学名：Neotheora）是新蝠蛾科的一属。

## 下属物种
本属包括以下物种：
- Neotheora chiloides Kristensen, 1978